# Eupolemo
Eupolemo (in greco antico: Εὐπόλεμος?, Eupólemos; Caria meridionale, ... – ...; fl. 315 a.C./314 a.C.) è stato un generale macedone antico.
È un personaggio storico, identificabile da testimonianze letterarie, archeologiche ed epigrafiche. Il nome è assai frequente nelle iscrizioni di Theangela ed è relativo a personaggi appartenenti, solitamente, ad alcune delle più importanti famiglie della città. Fu il dinasta di un territorio compreso tra Milasa, Iasos, Theangela e Coraza, stabilitosi a Milasa probabilmente dopo la morte di Alessandro Magno.
Potente abbastanza da battere una monetazione per i bisogni dei suoi sudditi, fu in buoni rapporti con il satrapo della Caria, Asandro, per ordine del quale compì operazioni militari tra il 315 a.C. e il 314 a.C., quando già era dinasta.

## Eupolemo e i Diadochi
Di lui parla Diodoro, in un brano relativo alle operazioni militari condotte in Caria da  Cassandro, Seleuco I e Tolemeo, diadochi di Alessandro Magno.
Eupolemo viene inviato da  Cassandro a tendere un'imboscata a Polemeo, stratega di Antigono, nei pressi di Càprima. Informato da alcuni disertori dei piani dei nemici, Polemeo li attacca di sorpresa, facendo prigioniero lo stesso Eupolemo.

## Eupolemo in Caria
La presenza di Eupolemo in Caria è attestata, oltre che letterariamente, anche da non pochi esemplari di monete di bronzo che compaiono nella regione alla fine del IV secolo a.C. Tale monetazione rappresenta tre scudi macedoni (sul recto) e una spada con il nome di chi ha emesso questa serie monetaria (sul verso): ‘Eupolemo’.
I tre scudi si ricollegano senza dubbio alla Macedonia: assai raramente, infatti, una monetazione recante tali scudi è stata ritrovata fuori dalla Macedonia. Anche nel caso in cui questo avvenga, i tre scudi attestano comunque la chiara origine macedone di chi ha emesso le monete, come evidentemente è avvenuto nel caso di Eupolemo.
Eupolemo, inoltre, compare in un'iscrizione (risalente alla fine del IV secolo a.C. / inizi del III a.C.) ritrovata nell'estate del 1887 nella Turchia Meridionale, molto importante perché ha contribuito all'identificazione del sito dell'antica Theangela.
L'epigrafe, conservata dal maggio del 1925 al Cabinet des Medailles,  Bibliotéque Nationale, a Parigi, costituisce la fine di un giuramento e gli ultimi paragrafi delle condizioni di un trattato intercorso tra Eupolemo, che governò come dinasta in una parte della Caria verso il 315 – 314 a.C., e la città di Theangela che, con le sue due roccaforti ed i suoi soldati, si sottomette a lui.